# José Alberto Marulanda
José Alberto Marulanda Bedoya (nacido el 31 de octubre de 1965) es un médico cirujano venezolano. Marulanda fue detenido el 19 de mayo de 2018 por oficiales de la Dirección General de Contrainteligencia Militar (DGCIM). Para noviembre de 2018, seis meses después de su detención, su audiencia había sido diferida seis veces. Marulanda fue liberado en 2020, más de dos años después de su encarcelación. 

## Detención
José Alberto Marulanda es un médico cirujano egresado de la Universidad Central de Venezuela y durante años trabajó en el Hospital Universitario de Caracas en la especialidad de traumatología, en la cirugía de manos. Marulanda fue apresado el 19 de mayo de 2018 por oficiales de la Dirección General de Contrainteligencia Militar (DGCIM), día anterior a que se celebraran elecciones presidenciales en Venezuela, en la residencia de su pareja en El Hatillo, posteriormente fue llevado a la sede de la Dirección General de Contrainteligencia Militar (DGCIM) en Boleíta, municipio Sucre, donde fue brutalmente torturado. A pesar de ser civil, cinco días después fue presentado ante tribunales militares, el 24 de mayo, en Fuerte Tiuna, para ser imputado de cargos. De acuerdo con Alfredo Romero, director de Foro Penal, a Marulanda no le permitieron defensa al ser ingresado por la puerta trasera del tribunal. El juez militar le imputó los delitos de instigación al odio y traición a la patria; esta última siendo la acusación más grave en la legislación penal tanto civil como militar. Marulanda fue trasladado al Centro Nacional de Procesados Militares de Ramo Verde. Durante su detención, Marulanda ha sido torturado por parte de funcionarios hasta llegar a quedar sordo del oído derecho tras un golpe que le dieron y de perder la sensibilidad en sus manos.
Abogados del Foro Penal han explicado que los funcionarios de la DGCIM detuvieron al traumatólogo solo por mantener una relación sentimental con una oficial de la Armada Nacional. Presuntamente, la oficial habría participado en las últimas semanas en reuniones para llevar a cabo un levantamiento militar que despojara del poder a Nicolás Maduro, pero al estar fuera del alcance de los cuerpos de seguridad estos tomaron la decisión de detener a su pareja. Esto causaría que la detención de Marulanda fuera comparable con la detención de Juan Pedro Lares, hijo del alcalde del municipio Campo Elías del estado Mérida, Omar Lares, o del empresario Carlos Eduardo Marrón Colmenares, dueño del portal Dólar Pro.
Para noviembre de 2018, seis meses después de su detención, su audiencia había sido diferida seis veces.
José Alberto Marulanda fue excarcelado el 1 de septiembre de 2020, luego de pasar más de dos años en la cárcel de Ramo Verde.

## Reacciones
La Sociedad Venezolana de Neurología emitió un comunicado en el que «repudia enérgicamente toda forma de maltrato a la integridad física de cualquier ser humano y en este caso en particular la de un médico, quien además labora en un hospital público al servicio del más necesitado». La organización Médicos Unidos de Venezuela y la Alianza Venezolana por la Salud también se pronunciaron sobre las torturas contra el doctor Marulanda y exigieron que se le respetaran sus derechos humanos.